# Orfelia minima
Orfelia minima är en tvåvingeart som först beskrevs av Giglio-tos 1890.  Orfelia minima ingår i släktet Orfelia och familjen platthornsmyggor. Inga underarter finns listade i Catalogue of Life.